# Winter van 1788-1789

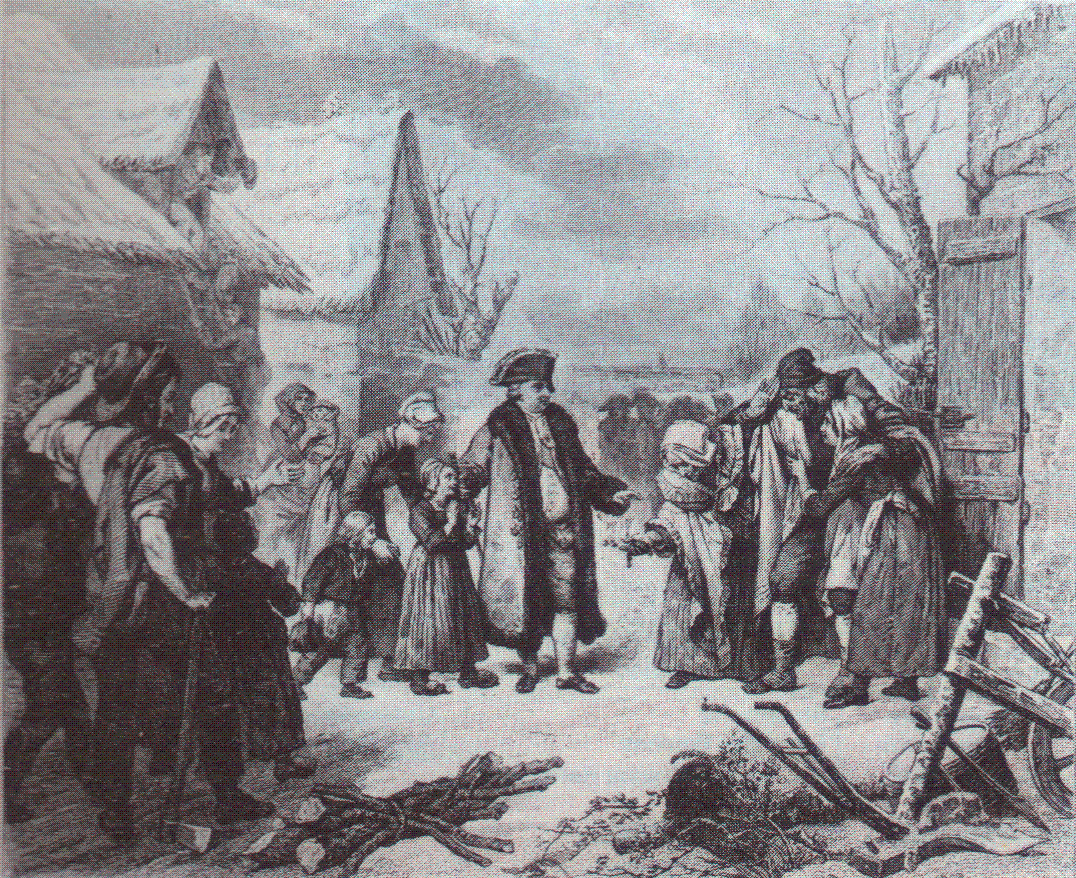
Lodewijk XVI, die aalmoezen uitdeelt aan de armen van Versailles tijdens de winter van 1788

De winter van 1788-1789 geldt als een van de koudste winters in Nederland sinds het begin van de metingen in 1706. Met voor Zwanenburg een geschat hellmanngetal van meer dan 354 was deze winter vergelijkbaar met de winters van 1946-1947 en 1962-1963. Leiden haalde een geschat hellmanngetal van 327,5, en Haarlem een geschat hellmanngetal van 309,6. Mogelijk was deze winter in Nederland en België de strengste winter van het afgelopen millennium (gemeten naar koudegetal), aangezien de winters in de middeleeuwen, waar minder over bekend is, over het algemeen warmer waren dan die in de periode erna, de Kleine IJstijd. Berekend naar het vorstgetal van IJnsen was dit de strengste winter sinds minstens de winter van 1683-1684. De winter viel eind november in en verdween midden januari, na een extreem koude december. De eerste decade van januari was extreem koud. Begin maart keerde de winter nog terug met zelfs ijsdagen, maar verdween midden maart alhoewel de rest van de maand ook koud verliep. De absolute minima bereikten -17 in Nederland, niet extreem laag maar wel dagen achter elkaar in deze strenge winter.

## Invloed op de Franse revolutie

Bestorming van de Bastille Saint-Antoine (17 juli 1789)

Waarschijnlijk heeft deze strenge winter invloed gehad op de prijzen van graan, waardoor de maatschappelijke onrust, die uiteindelijk zou leiden tot de Franse Revolutie werd aangewakkerd.

## Trivia
- De meteoroloog Folkert IJnsen heeft de strengste winters sinds 1201 beoordeeld op zes gangbare criteria. Op grond van deze brede classificering werd de winter van 1789 als de allerstrengste aangemerkt.[4]

## Voetnoten
1. ↑  Er werd driemaal daags gemeten om 7, 14 en 22 uur en vanuit de hoogste en laagste temperatuurwaarden op deze tijden zijn de etmaalgemiddelde temperaturen berekend. Voor het bestaan van het KNMI bestonden er geen vaste eisen voor het doen van temperatuurmetingen, daarom zijn de waarden van voor het bestaan van het KNMI niet één op één vergelijkbaar met die van het KNMI. Desondanks geven ze toch een goed beeld van hoe het weer toen geweest moest zijn.
2. 1 2  https://www.wintergek.nl/winter/1789/
3. ↑  https://web.archive.org/web/20131006180848/http://www.keesfloor.nl/artikelen/vk/franserev.pdf
4. ↑  http://www.archiefleeuwardercourant.nl/vw/article.do?id=LC-19730217-31004&vw=org&lm=winter%2C1709

1683-1684 · 1708-1709 · 1715-1716 · 1728-1729 · 1739-1740 · 1754-1755 · 1756-1757 · 1759-1760 · 1762-1763 · 1783-1784 · 1784-1785 · 1788-1789 · 1794-1795 · 1798-1799 · 1799-1800 · 1802-1803 · 1804-1805 · 1813-1814 · 1819-1820 · 1822-1823 · 1829-1830 · 1837-1838 · 1840-1841 · 1844-1845 · 1846-1847 · 1854-1855 · 1870-1871 · 1890-1891 · 1894-1895 · 1916-1917 · 1928-1929 · 1939-1940 · 1940-1941 · 1941-1942 · 1946-1947 · 1955-1956 · 1962-1963 · 1978-1979 · 1984-1985 · 1995-1996